# Corrientes tartomány
Corrientes  egyike Argentína 23 tartományának.

## Földrajz
Az ország északi részén helyezkedik el. Határos Paraguayjal, Brazíliával és Uruguayjal is.

## Története
A spanyolok érkezése előtt a mai Corrientes tartomány legnagyobb részén guarani indiánok éltek. Corrinetes várost 1588. április 3-án alapították az Asunción és Buenos Aires közötti úton. A tartomány északi részén a jezsuiták alapítottak missziókat. A corrientesiek a spanyolok elleni függetlenségi háborúk aktív résztvevői voltak. A város elleni paraguayi támadás volt a hármas szövetség háborújának nyitánya 1865-ben. Ezt a háborút Paraguay ellen Argentína, Uruguay és Brazília vívta.
Corrientes nevezetes a bélyeggyűjtők világában az 1856 és 1880 között itt kiadott levélbélyegekről. A corrientesi bélyegek nagyon hasonlítanak az első francia bélyegekre. Durva munkával, kis sorozatban készültek, de ma értékesek. 1880 után Argentína bélyegeit használták Corrientes tartományban is.
A helyi egyetemet 1919-ben alapították.
A 19. és 20. században nagyobb részében a helyi politika domináns tényezője a Romero Feris család volt, helyi nagybirtokosok, akik a tartomány dohánytermesztésének nagyobb részét ellenőrizték. „Uralmuk” idején hatalmasra duzzadt az államapparátus, végül már a dolgozók 10%-a állami alkalmazott volt. Ez az apparátus sokáig elnyomta az elégedetlenség hangjait, különösen pedig a földreformra irányuló törekvéseket. 1991-ben vitatott választási eredmények után a közvélemény nyomására Carlos Menem köztársasági elnök eltávolította hivatalából Raúl „Tato” Romero Feris kormányzót.

## Közigazgatás
Kormányzók:
- 2009- Ricardo Colombi

### Megyék
Corrientes tartomány megyéi:
1. Bella Vista megye (Bella Vista)

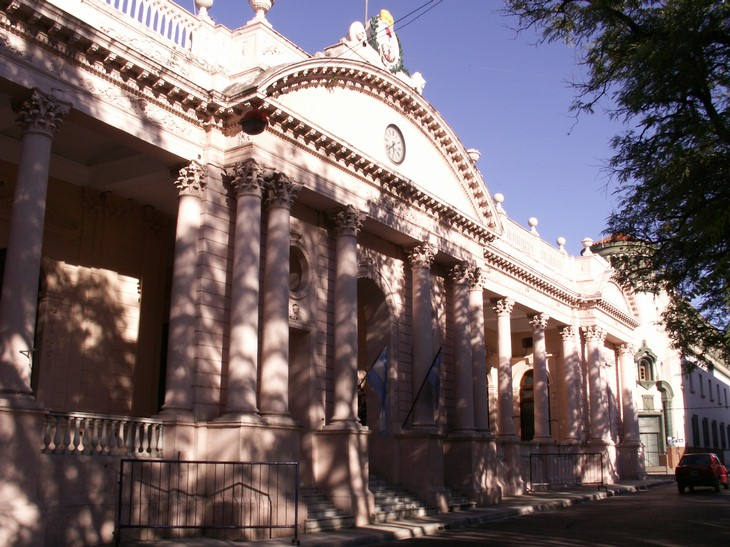
Kormányzóság

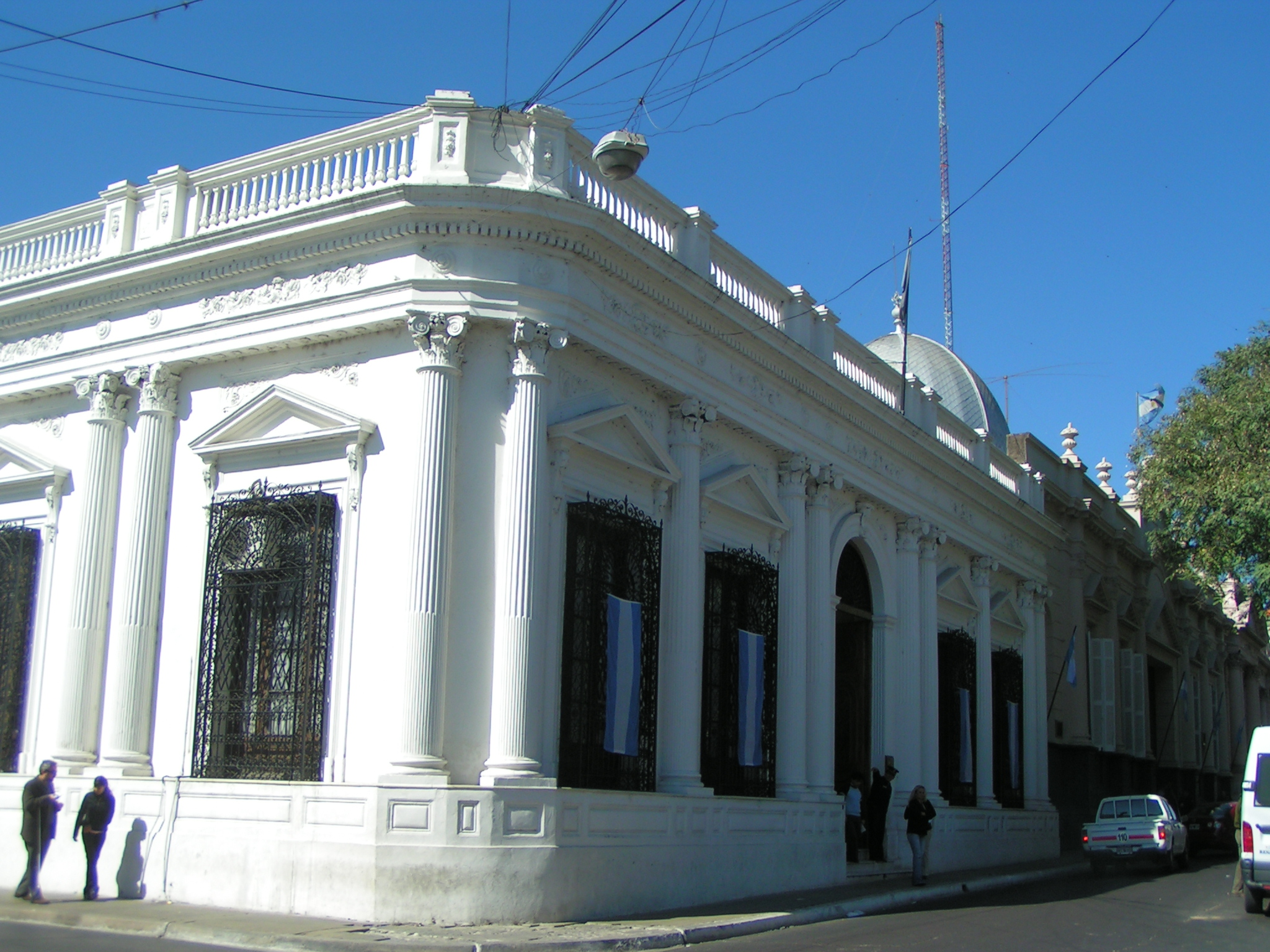
Bíróság

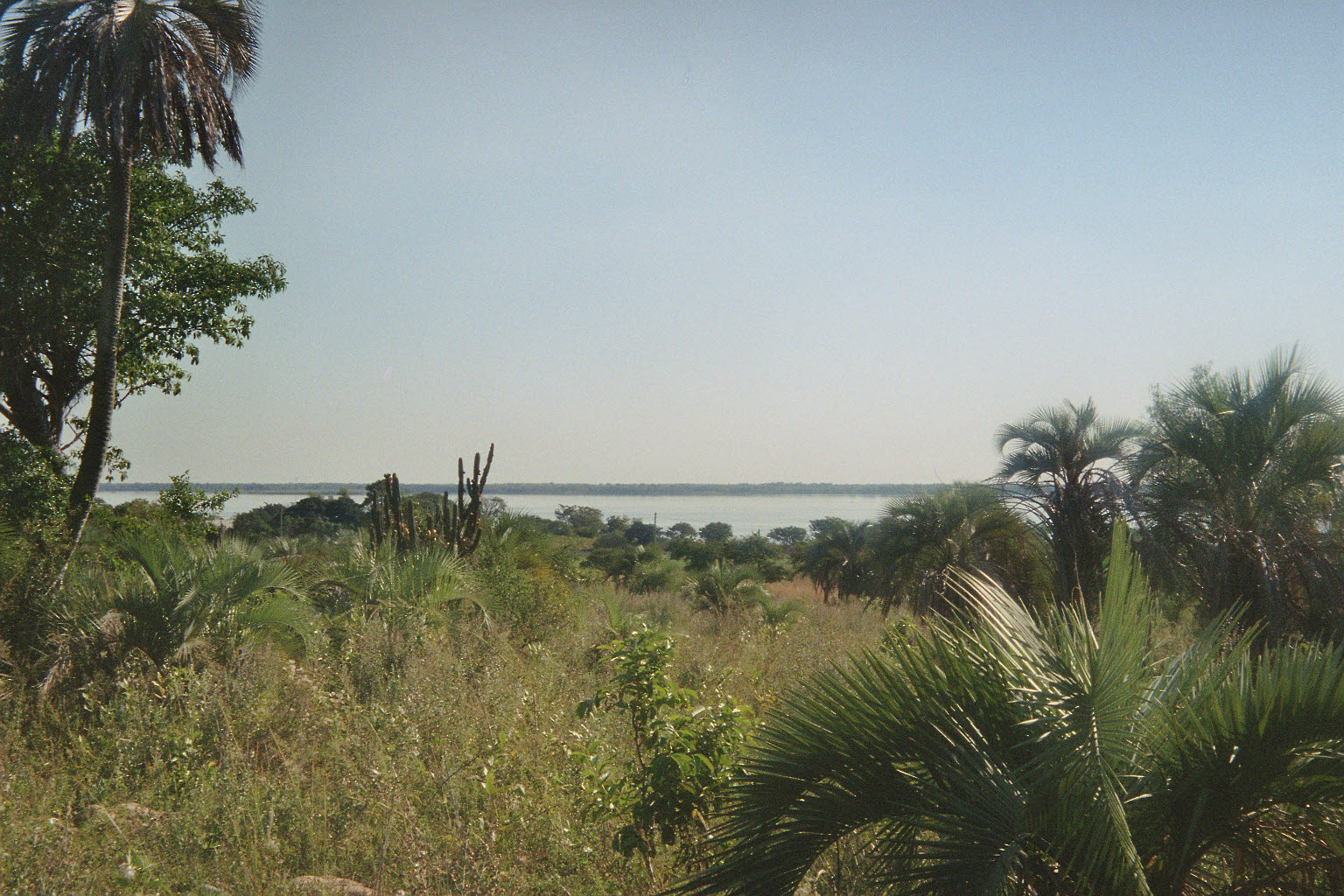
Paraná folyó

2. Berón de Astrada megye (Berón de Astrada)
3. Capital megye (Corrientes)
4. Concepción megye (Concepción)
5. Curuzú Cuatiá megye (Curuzú Cuatiá)
6. Empedrado megye (Empedrado)
7. Esquina megye (Esquina)
8. General Alvear megye (Alvear)
9. General Paz megye (Nuestra Señora del Rosario de Caá Catí)
10. Goya megye (Goya)
11. Itatí megye (Itatí)
12. Ituzaingó megye (Ituzaingó)
13. Lavalle megye (Lavalle)
14. Mburucuyá megye (Mburucuyá)
15. Mercedes megye (Mercedes)
16. Monte Caseros megye (Monte Caseros)
17. Paso de los Libres megye (Paso de los Libres)
18. Saladas megye (Saladas)
19. San Cosme megye (San Cosme)
20. San Luis del Palmar megye (San Luis del Palmar)
21. San Martín megye (La Cruz)
22. San Miguel megye (San Miguel)
23. San Roque megye (San Roque)
24. Santo Tomé megye (Santo Tomé)
25. Sauce megye (Sauce)